# Framlev
Framlev er en by i Framlev Sogn, Aarhus Kommune, Region Midtjylland, Danmark. Den har en kirke, Framlev Kirke. Det er adskilt fra Harlev af motorvejen Herningmotorvejen. Arne Jørgensen er fra Framlev.

## Henvisning
1. ↑  "Arne Jørgensen". Sports-reference.com. Arkiveret fra originalen 18. december 2012. Hentet 2022-01-03.